# Odontomyia annulata
Odontomyia annulata – gatunek muchówki z rodziny lwinkowatych i podrodziny Stratiomyinae.
Gatunek ten opisany został w 1822 roku przez Johanna Wilhelma Meigena jako Stratiomys annulata.
Muchówka o ciele długości od 11 do 14 mm. Głowa czarna z czułkami jasnobrunatnymi do czarnych. Błyszcząco czarny tułów ma owłosienie boków białe, a śródplecza dwojakie: szarożółte i sterczące oraz miedzianożółte i przylegające. Czarna tarczka ma żółtą przestrzeń między kolcami i ich części nasadowe. Przezroczyste skrzydła cechuje rozwidlona żyłka radialna r4+5. Odnóża są czerwonożółte z czarnymi biodrami i w większości udami. Odwłok jest na wierzchu błyszcząco czarny z dwoma rzędami żółtych plam bocznych, z których te na tergitcie czwartym są znacznie mniejsze niż te na tergitach drugim i trzecim.
Owad palearktyczny, w Europie znany z Hiszpanii, Francji, Niemiec, Włoch, Austrii, Polski, Czech, Słowacji, Węgier, Chorwacji, Rumunii, Bułgarii, Ukrainy i południowej Rosji. Na wschód sięga Kaukazu.